# Odontosia arnoldiana
Odontosia arnoldiana är en fjärilsart som beskrevs av Kardakoff. 1928. Odontosia arnoldiana ingår i släktet Odontosia och familjen tandspinnare. Inga underarter finns listade i Catalogue of Life.